# Tenthredinoidea
Tenthredinoidea — надродина перетинчастокрилих комах підряду Сидячечеревні (Symphyta) .

## Опис
Розміри тіла сягають 4 — 40 мм завдовжки. Передні ноги несуть 2 шпори на вершині. Жилка M на передньому крилі зливається з жилкою R або Rs біля основи Rs. На задньому краї переднеспинки є велика виїмка.

## Класифікація
До надродини відносять понад 7000 видів:
- Tenthredinoidea
  - Аргіди (Argidae) — 57 родів і понад 880 видів.
  - Blasticotomidae — 1 рід і близько 10 видів.
  - Cimbicidae — 22 роди і близько 200 видів.
  - Diprionidae — 12 родів і близько 140 видів.
  - †Electrotomidae Rasnitsyn, 1977 — 1 вид.
  - Pergidae — 60 родів і понад 430 видів.
  - Пильщики (Tenthredinidae) — 414 родів і понад 5500 видів.
  - †Xyelotomidae Rasnitsyn, 1968 — 10 родів і понад 15 видів.